# 聖剣学院の魔剣使い
『聖剣学院の魔剣使い』（せいけんがくいんのまけんつかい）は、志瑞祐による日本のライトノベル。イラストは遠坂あさぎが担当している。略称は「せまつか」。MF文庫J（KADOKAWA）より2019年5月から2024年10月まで刊行された。2024年10月時点で電子版を含めたシリーズ累計部数は88万部を突破している。
本作は、元人間の魔王レオニスが1000年後の未来にてかつて人間だったころの姿で目を覚まし、「聖剣」と呼ばれる特殊能力を持った者たちの育成機関「聖剣学院」に身を寄せつつも、この世界の新たな脅威となった怪物・ヴォイドに対抗する物語である。
2020年1月には声優の東山奈央がレオニスとリーセリアの声とナレーションを担当するPVが公開された。
メディアミックスとして、蛍幻飛鳥によるコミカライズが『月刊少年エース』（KADOKAWA）にて2020年1月号から2025年4月号まで連載。1巻発売時にはボイスコミックが公開された。またテレビアニメが2023年10月から12月まで放映された。

## あらすじ
1巻
神や精霊がまだ存在し、人と魔が争いを繰り広げていた聖神歴447年、不死者の王レオニスは、己の敗北を悟りつつも未来に可能性を託し、その身を地下深くの霊廟へと封印した。
1000年後、魔王軍再興のために封印から目覚めたレオニスだったが、どういう訳かその姿はかつての聖剣士の少年だった頃まで遡行し、世界は荒廃して未知の怪物「ヴォイド」が跋扈しているなど、その様相を大きく変えていた。レオニスは想定外の状況に戸惑いつつも、新たな眷属である少女リーセリアの保護下に置かれる形で、彼女ら聖剣士たちの拠点のひとつである「第〇七戦術都市（セブンス・アサルト・ガーデン）」で生活することになる。来て早々、元・六英雄の大賢者にしてヴォイド・ロードのひとりであるアラキール・デグラジオスが「第〇七戦術都市」を襲撃してくるが、レオニスによって返り討ちにされる。
2巻
帝国の第四王女・アルティリアは、アラキールの襲撃の際に戦術都市が出した救難信号を受けて駆け付けるが、本人が到着する前にレオニスが倒してしまったこともあり、そのまま戦術都市で慰問活動を行っていた。アルティリアと対面したレオニスらは、彼女がリーセリアの専属メイド兼幼馴染のレギーナと姉妹であることを知る。そのころ、黒獅子族のバステアが特区に押し込められた亜人たちの待遇改善のためテロを計画したが、聖剣士確保を企んでいたダークエルフのシャルナークに利用されてしまう。バステアはシャルナークの真の目的をいち早く知り反抗するがシャルナークに殺害されてしまい、他のテロメンバーも彼女によって死に追いやられる。
アルティリアはテロに巻きまれた際、ペットのカーバンクルを逃がす形でレオニスらに救援を要請する。一方、シャルナークはこのテロに乗じて戦艦をヴォイドの群れに突入させ、その間に輸送機を奪いアルティリアを連れさろうとしたが、レオニスの妨害により失敗する。尋問を受けて女神の名前を口にしようとしたところで、レオニスのかつての愛剣・魔殲剣〈ゾルグスター・メゼキス〉に内側から串刺しにされて死亡する。この剣はすでにヴォイドと化しており、激戦の末に破壊され、レオニスによって回収された。
3巻
レオニスら第十八小隊が合同演習でも実力を発揮するようになった矢先、6年前にヴォイドによって破壊されたはずのリーセリアの故郷「第〇三戦術都市」が出現したとの知らせが入る。調査に来たレオニスは「叛逆の女神」ロゼリアの転生体に遭遇する。

## 登場人物
声の項は特記がない限り、テレビアニメ版の声優を示す。

### 主要人物
レオニス・マグナス
声 - 井上麻里奈 / 田村睦心（ボイスコミック）
本作の主人公。愛称は「レオ」。
かつては聖神暦に君臨していた「不死者の魔王」（アンデッド・キング）だったが、魔王として蘇った際の経緯からか、転生の儀式により1000年後に復活した際は少年聖剣士だった頃の姿に幼少化してしまった。現在はセリアに保護され、表向きは記憶喪失の棄民の少年という身分で聖剣学院に通い、第十八小隊に所属。リーセリアたちとともに過ごしながらも、1000年前にロゼリアとした再会の約束を果たし、魔王軍を再興することを目標に活動している。
出生時は1000年以上前に生まれた「レオニス・シェアルト」という名の人間。「六英雄・最強の剣士」として類まれな能力で何度も人類を救ってきた。10歳の若さで聖剣士となり「勇者」とも評されたが、守っていた人間の貴族たちに裏切られ殺されてしまう。その時「叛逆の女神」であるロゼリアが現れ、ロゼリアの考えに賛同して魔王「レオニス・デス・マグナス」として蘇らせてもらう。その後魔族を率い、傲慢な貴族や寝返った勇者、庇護する神々等の敵対陣営と戦いを始める。後に劣勢となり、叛逆の女神との約束を果たすために転生の秘術を行い、再起の誓いを胸に遺跡の奥深くの霊廟に自らを封印した。
1000年後に目覚めた直後、偶然その場にいたレオニスを記憶喪失の棄民の少年と誤解したリーセリアと出会い、遺跡を抜け出す道中にヴォイドの攻撃から庇い絶命したリーセリアの最期を哀れみ、自身の眷属にした。
頼り甲斐のある仲間思いな性格かつ魔王に敬意を払う者への庇護欲は高い一方で、聖剣士時代の経験により、眷属や仲間を傷つけ敵対する者にはヴォイド以外が相手でも一切容赦しない。現在の姿では全盛期の3分の1くらいの力しか発揮できないが、それでも周囲の人間より遥かに高い戦闘能力を持つ。ただし肉体が蘇ったことでアンデッド時には不要だった食事や睡眠が必要になっており、その都度「度し難い」と愚痴をこぼしている。
母性本能をくすぐるかわいらしい外見なため、聖剣学院に通う女生徒から人気がある。素性から年齢の割に大人びた発言が目立つ一方で、肉体に精神が引っ張られているのか異性の身体には免疫がなく、外見年齢相応の恥じらいを見せることもある。
勇者時代から泳ぎが苦手。また、アンデッドを使役するだけに骨に美術的価値を抱いているなど、周囲に理解されない独特なセンスの持ち主。
時折骸骨の仮面を被って「ゾール・ヴァディス」と名乗り、暗躍することがある。
主な眷属
リーセリア
「吸血鬼の女王」（ヴァンパイア・クイーン）。主要人物の項を参照。
シャーリ
「暗殺メイド」。主要人物の項を参照。
死の騎士団
英雄たちの亡骸により生まれた「死都」（ネクロゾア）の近衛兵。武装したスケルトンの集団である。
ログナス三勇士
氷獄の剣士アミラス（声 - 井上和彦）・地獄の闘士ドルオーグ（声 - 楠見尚己）・冥界の法術士ネフィスガル（声 - 森功至）の3名の総称。魔王時代のレオニスと共に歴戦を戦い抜いた勇士。
戦闘技術は確かだが、互いに仲が悪く、さらにレオニス以上にセンスがない。　

使用する聖剣
EXCALIBUR.XX
1000年前、まだ孤児だったレオニスがロゼリアによって送り込まれたリーセリアから授かった聖剣。かつて、ゾール＝ヴァディスを滅ぼした。この聖剣を使うときはクリスタリアの剣術を使う。

武器
封罪の魔杖（ふうざいのまじょう）
レオニスの強大過ぎる力を封印する鞘にして魔杖。あらゆる魔術で味方を支援・援護したり、敵を攻撃・捕縛したりと、真価を発揮できずともオールラウンドで活躍する。学院には聖剣と偽り届け出ている。
魔剣〈ダーインスレイヴ〉
封罪の魔杖の中に封印されている、レオニスが「勇者」時代から愛用する剣。元々は聖剣だったが、ロゼリアの祝福を受けて魔剣となった。
封印を解くことでかつての剣技も使えるようになるが、少年の姿では肉体への反動が大きく、使用後は筋肉痛でダウンしてしまう。また、「自身の王国を守るときのみ使用できる」という制約が課されており、現在においては第〇七戦術都市を自分の王国と規定することで条件を満たしている。
魔殲剣〈ゾルグスター・メゼキス〉
レオニスが「勇者」時代に授かり、「不死者の魔王」となってからも幾多の戦いで使用した剣。ヴェイラとの戦いで砕けたが、1000年後においてはシャルナークを内側から串刺しにし、ヴォイドとして変わり果てた姿でレオニスの前に現れた。レオニスによって破壊された後、回収した欠片を再構築して劣化した状態で修復され、何度か使用されている。
絶死眼の魔杖（ぜっしがんのまじょう）
レオニスが所有する魔杖。「影の王国」の宝物庫にしまっていたが、虚無に落ちたもう一人の「不死者の魔王」に封罪の魔杖を奪われたときに取り出した伝説級の杖。龍神との戦闘の後、「獣王」のガゾスによって折られた。その後、第〇三戦術都市（サード・アサルト・ガーデン）での不死者の魔王との戦闘の際、第八階梯魔術を込めて投擲したため、粉々になった。
使用する装備
幻魔の外套
着用すると他人に化けることができる。

使用する技
力場の障壁〈ルア・メイレス〉
目の前にバリアーのような障壁を展開させる第三階梯魔術。
神雷烈華斬〈ラグナ・ロスト〉
ダーイン・スレイヴ使用時の必殺技。ログナス王国流剣術の奥義。剣を振るって衝撃波を発射する。
変身
第二階梯魔術。スケルトンを素体に自分の影武者を作ることができるが、性格は完璧にはコピーされず、素体にしたスケルトンの個性に影響される。
闇破烈槍〈ランツェ・ヴロー〉
第二階梯魔術。魔力を込めた複数の槍を放つ。
爆裂呪弾〈ファルガ〉
第三階梯魔術。レオニスの合図で爆発する。
禍月〈エギル・ギーラ〉
第六階梯魔術。「死の騎士団」を強化させる。
死の蒼月〈スレイ・ギーラ〉
第七階梯魔術。亡者の魂を集結し、大きな魔神を召喚させる。大技「蒼魔神烈斬（キュアノスマギア・ラグナ・ロスト）」を繰り出す。
極大消滅火球〈アル・グ・ベルゼルガ〉
炎系統・第八階梯呪文。 巨大な火球を発射する。
極大重波〈ヴィラ・ズオ〉
重力系統・第八階梯呪文。 超重力の球体を上から落とし、相手を圧殺する。
地烈衝破撃〈グラズ・ガルド〉
第八階梯魔術。戦術級の大技。
無明螺旋球〈ヴォルサイド〉
第八階梯魔術。闇の球体に閉じ込め、破壊する。
神滅黒雷砲〈ライアス・ギーア〉
第九階梯魔術。巨大な雷を繰り出す大技
闇獄爆裂光〈アルザム〉
第十階梯魔術。極大魔術で極光を打ち出す。
魔星襲来〈ゼメシス・ジュラ〉
第十階梯広域殲滅魔術。上空の魔法陣から魔星を召喚し、穿つ。
極大抹消咒〈メルド・ガイズ〉
第十階梯の抹消呪文。

リーセリア・レイ・クリスタリア
声 - 石川由依 / 東山奈央（ボイスコミック）
本作のヒロイン。15歳。愛称は「セリア」。美しい白銀の髪を持つ。第十八小隊の隊長。元々レギーナと共に第〇三戦術都市（サード・アサルト・ガーデン）の出身だったが、ヴォイドの大狂騒によって破壊された後、第〇七戦術都市に移住した。
レギーナと共に霊廟を調査するため訪れ、その身を封じていたレオニスを発見・保護するが、その直後に彼をヴォイドから庇って命を落とし、それを哀れんだレオニスの魔術によって彼の眷属である高位のアンデッド「吸血鬼の女王」（ヴァンパイア・クイーン）として蘇る（最終的には吸血鬼の魔王となる）。
聖剣士だった両親がヴォイドに殺された過去を持ち、貴族の少女でありながら、ヴォイドから人々を守るために聖剣学院に通っている。かつては聖剣を顕現できていなかったことから落ちこぼれと蔑まれていたが、剣術の腕前は高く、吸血鬼になったことによって身体能力が底上げされた上、ミュゼルとの模擬戦の中で「レオ君は私が守る」という思いで聖剣を目覚めさせる。
クールな優しい性格で、正義感が非常に強い。聖剣学院の寮でも保護者としてレオニスと同室で暮らしており、彼に対して過剰に世話をするため、周囲から過保護すぎると注意されることが多い。学院が休みの際は、孤児院へ赴き子供たちの世話もしている。
レオニスに好意を抱いており、彼が他の異性に可愛がられていると妬いてしまうなど独占欲も強い。また、眷属として授かった魔力で翼を生やし飛ぶことも可能だが、高い戦闘能力の代償として魔力を補給するために吸血衝動に襲われるので、彼の血を求め寮の自室等で定期的に補給している。また、反逆の女神・ロゼリアの転生体。
使用する装備
真祖のドレス
右腕となる眷属に与えられる最上級の装備品。纏った者の魔力を吸い上げ肉体を限界以上に強化する。通常は体内に収納され、イメージすることで元々来ていた服を上書きして装着される。

使用する聖剣
誓約の魔血剣〈ブラッディ・ソード〉
形状は細身の剣。血を操り、主であるリーセリアを自動的に守る能力を有する。
ミュゼルとの戦闘中に覚醒し扱えるようになる。この時点ではあえて名前を付けなかった。

ブラッカス・シャドウプリンス
声 - 池添朋文 / 小野健一（ボイスコミック）
1000年前からレオニスの盟友であり、「影の王国」の王子の黒狼。大きな黒い狼のような見た目をしており、影の中を自由に出入りしたり、影を通じて遠くの場所に移動したりすることもできる。
レオニスの封印に伴い影の中で1000年間眠り続けていたが、レオニスの要請を受けて目覚め、彼のために今の世界の情報を集めている。ヴォイド襲撃の際には、レオニスと協力して戦っている。
聖剣学院を歩いていた時に野良犬と勘違いされて咲耶に保護され、飼い主が見つかるまでの仮の名前として咲耶から「黒鉄モフモフ丸」と名づけられる。咲耶から貰った首輪をつけることに抵抗を感じないなど、必要であれば王子としてのプライドを捨てることも躊躇わない。
シャーリ・シャドウアサシン
声 - 仲田ありさ
1000年前からレオニスに仕えるメイド。元は「影の王国」の暗殺者としてレオニスを暗殺するために送り込まれたが、鞍替えして部下として行動している。ブラッカスと同様自由に影の中を出入りしたり、影を通じて遠くの場所に移動したりすることもできる。メイドらしく掃除は得意だが、料理は苦手。
レオニスの封印に伴い影の中で1000年間眠り続けていたが、ブラッカスと同様にレオニスの要請を受けて目覚め、彼のために今の世界の情報を集めている。時にはレオニスの指示でリーセリア達を陰から援護することもある。複数のヴォイドを瞬殺できるほど、戦闘能力が非常に高い。
レオニスへの忠誠心が厚く恋慕の情を抱いており、リーセリアに目をかける彼にヤキモチを焼くこともある。
1000年後の世界の食べ物や鮮やかな色彩に興味を示し、レオニスへの報告も食べ物に関することが多い。特に情報収集中に見つけたドーナツを気に入り、よく食べている。
ラクシャーサ・ナイトメア
レオニスの第三の眷属である魔神。その力は魔王にも匹敵するが、隙あらばレオニスに叛逆するため、普段は多重に封印をかけられている。力を引き出す際はシャーリを依代に制限時間付きで顕現する。

レギーナ・メルセデス
声 - 洲崎綾 / 大西沙織（ボイスコミック）
リーセリアの専属メイド兼幼馴染。第十八小隊では後衛で砲撃を担当。リーセリアと同様第〇三戦術都市の出身であり、ヴォイドの大狂騒によって破壊された後、第〇七戦術都市に移住した。
明るく元気な性格で、レオニスをからかい面白がるなど可愛がる。レオニス曰く「嘘が苦手」。
実は廃嫡された統合帝国の元王女であり、真の名は「レギーナ・レイ・オルティリーゼ」。特定の日に生まれた子を不吉とする統合帝国の風習により廃嫡され、現在の立場となった。
使用する聖剣
猛竜咆火〈ドラグ・ハウル〉
大型のライフル銃型の聖剣。
超弩級竜雷砲〈ドラグ・ブラスト〉
火力重視のバズーカ形態。
竜撃爪銃〈ドラグ・ストライカー〉
取り回し重視のマスケット銃形態。

咲耶（さくや）・ジークリンデ
声 - 黒木ほの香
剣士。ボクっ娘。第十八小隊ではレオニスの次に若年だが、単独でのヴォイド討伐実績を持つ。ヴォイドに滅ぼされたかつての国「桜蘭」の出身であり、ヴォイドへの復讐に生きている。聖剣学院の制服の下に姉の形見である和服を着用することを特別に許可されている。
賭博好きだが、その腕前は月並み以下、取り立てに来られることもあり、常に金欠状態。
大食漢であり、弁当箱を所持している。
ネーミングセンスはあまり良くなく、モフモフした物にはすべて「○○モフモフ丸」と付けており、レオニスを呆れさせている。
本人が知らない真実として、八魔王の一人「鬼神王」ディゾルフ＝ゾーアの子孫にあたる。
使用する聖剣
雷切丸（らいきりまる）
日本刀を模した刀。権能は加速。
闇千鳥（やみちどり）
魔剣。
使用する魔眼
時の魔眼
レオニスが与えた時の魔神の眼。未来を見ることが可能で雷切丸の加速と合わせることで神速の剣技を可能にしている。与えられた当初は眼の制御が出来ずに眼帯を付けていたため、リーセリアとレギーナから厨二病だと勘違いされていた。
使用する技
桜華剣乱

エルフィーネ・フィレット
声 - 五十嵐裕美
第十八小隊のオペレーターで、リーセリア等に「フィーネ先輩」と慕われる。本来は火力担当のアタッカーだったが、過去の戦闘において仲間を目の前でヴォイドに殺されたことが原因で聖剣の力を一部使えなくなっており、落ちこぼれとなったところをリーセリアに請われ第十八小隊に加わった。母を殺した父への復讐に生きている。
使用する聖剣
天眼の宝珠〈アイ・オヴ・ザ・ウィッチ〉
複数の光球の形状をした聖剣。情報解析や機械の遠隔操作などに使われる。
魔閃雷光〈レイ・オブ・ヴォーパル〉
砲撃モード。光球から光線を放出し、オールレンジ攻撃を行う。
かつてのトラウマから使えなくなっていたが、仲間たちの危機に際し迷いを断ち切り再び使えるようになった。
使用する魔剣
魔眼の凶鬼〈バロール〉
天眼の宝珠の表面に目が出た禍々しい姿。魔剣の女王となったことで魔剣を制御できるようになった。情報を貪る。　

ヴェイラ・ドラゴン・ロード
かつては聖神暦に君臨していた八魔王の一人「竜王」。赤髪の少女の人間態と巨大な竜の姿を併せ持つ。
レオニスとは戦友の間柄。
フェンリス・エーデルリッツ
声 - 内田愛美
リーセリアの幼馴染。聖剣学院執行部。第十一小隊隊長。
お嬢様口調で気が強く、リーセリアとは会えば口喧嘩が絶えないが、彼女が聖剣の力に目覚めたことへ祝いの言葉をかけるなど彼女を大切に思っている。
3巻のリーセリアとレオニスとの交戦で、自身の傲慢がリーセリアの怒りを買い、魔氷群狼が彼女の「誓約の魔血剣」によって破壊され、敗れた。
使用する聖剣
魔氷群狼〈フロスト・ウルフ〉
氷の狼の大群を使役する。触れた相手を氷漬けにする。

### 第〇七戦術都市
アルーレ・キルレシオ
声 - 斎藤千和
かつての聖神暦に生きていた勇者の一人でエルフの少女。女神の復活を阻止するため1000年前から第〇三戦術都市に転移され、転移直後にヴォイドに襲われ負傷。そのまま咲耶とも戦い制圧される。その後現代では戸籍等が無いため、第〇七戦術都市に身を寄せている。
ミュゼル・ローデス
声 - 市来光弘
聖剣学院に通う男性。下劣な性格で、他人を支配する指揮棒型の聖剣「ドミニオン」を使って複数の女生徒を従えていた。セリアも狙っていたが返り討ちにされる。その後聖剣の力を失うが、フィレットの人造精霊により魔剣を覚醒させ暴走する。
ディーグラッセ・アルト
声 - 寺田晴名
教官。
ギリアン・クーパー
声 - 竹内良太
第〇七戦術都市・師団長。
バルドゥル・ワレリー
声 - 内田直哉
第〇七戦術都市・軍事顧問。
カストラス・ネッケオ
声 - 樫井笙人
第〇七戦術都市司令代行。
ヴィート・レオーネ
声 - 奈良徹
評議会議長。
ティセラ・リリィベル
声 - 古木のぞみ
孤児。
初対面のレオニスに対してなぜか顔を赤らめた。
フレニア
声 - 木下洋子
孤児院のオーナー。ディーン（声 - 小橋里美）、フォッカ（声 - 矢方美紀）、ミレット（声 - 高橋麻里）、リンゼ（声 - 鈴木美咲）という孤児たちを養育している。
バステア・コロッサフ
声 - 中村大志
黒獅子族。
燃える魔剣を操る。
特区に押し込められた亜人達の待遇改善のためテロを計画したが、シャルナークにそれを利用された上、死に追いやられる。
ジャクト
声 - 大塚芳忠
エルフ族。
リンゴ型の爆弾と起爆装置となる小さな杖が一組となった魔剣を操る。
聖剣の発動に鋭く、聖剣士たちが聖剣を使わないよう監視を行っていたが、テロを起こす前から発動していたエルフィーネのアイ・オヴ・ザ・ウィッチと、聖剣と関係の無いリーセリアの血を操る能力には気づけず、魔剣を破壊されて制圧される。
ゲルズ・ホーンザック
声 - 高橋英則
人狼族。相手の顔を剥ぎとり、仮面のように顔に着けることで相手の姿形をコピーする、という能力を持つ魔剣を操る。
人質の監視をしていたが、手を拘束された状態のフェンリスに組み伏せられて制圧される。
ジラフ
声 - 坂巻学
豹人族。
シャルナークの真の目的を知った後もバステアと異なりシャルナークと行動を共にしたが、途中で見捨てられヴォイドに食い殺される。
エルザ
声 - 松井恵理子
鬼神族。魔剣を持たず、兵士から奪った銃で武装している。
人質の監視をしていたが、咲耶に倒される。
シャルナーク
声 - 森なな子
ダークエルフ。バステア達に魔剣を与え、テロに協力する。実際は自分の目的に利用するだけで、テロを成功させるつもりは全く無かった。

### 八魔王
聖神歴において人類を脅かした叛逆の女神ロゼリア・イシュタリスに仕えた8人の魔王。災害級の力を持つとはいえ、個人主義者の集まりでもあったうえ、度々内輪もめしていたため、六英雄を筆頭とする人類によって滅ぼされたが、レオニスを筆頭に1000年後の人類統合歴に甦りつつある。
レオニス・デス・マグナス
声 - 平川大輔
「不死者の魔王」。#主要人物を参照。
ヴェイラ・ドラゴン・ロード
「竜王」。#主要人物を参照。
リヴァイズ・ディープ・シー
「海王」。海妖精族と巨大な大海獣の2体一対。目覚めた直後、ある男に半身である大海獣リヴァイアサンを奪われ奪還を試みるが、自身も洗脳の憂き目に遭いヴェイラやレオニスと交戦。レオニスの聖剣によって正気を取り戻す。
ディゾルフ＝ゾーア
「鬼神王」。シャダルクによって取り込まれる。
アズラ＝イル
「異界の魔神」。ロゼリアの願いで召喚された。自分の肉体を持たない概念のような存在。現在はリーセリアの父・エドワルドと契約し、他の魔王とも「使徒」とも異なる思惑で動いている。
ガゾス・ヘルビースト
「獣王」。右目に傷を持つ隻眼の白虎族。鍛え上げた肉体と闘技だけで魔術すら跳ね返す頑強さを持つ。シャダルクとの一騎打ちで滅びたはずだが、1000年後に復活。自身の配下であった獣人を傘下に取り込んだレオニスことゾール・ヴァディスのアジトに殴り込んだ。
シュベルトライテ・ターミネイト
「機神」。8番目の魔王。リーセリアをマスター（ママ）と慕っている。
「放浪の魔王」
消息不明。誰にも見つけられていない。その正体は、勇者レオニスに倒された後に復活したゾール・ヴァディス。

### 六英雄
聖神歴に活躍した人類の6人の英雄だが、何れも祝福と呼ばれる＜光の神々（ルミナス・パワーズ）＞の加護により様々な生物と融合し、無限に進化を遂げる完全な人外と化しているうえ、1000年後にはほぼ全員が虚無に蝕まれたヴォイド・ロードとして復活を遂げ人類に仇なしている。
レオニス・シェアルト
声 - 平川大輔
「六英雄・最強の剣士」。#主要人物を参照。
アラキール・デグラジオス
声 - 菅生隆之
かつて六英雄の大賢者だった存在。神聖樹を喰らい力を得たことにより、植物の塊のような姿になった。その知恵は六英雄一といわれていた。1000年前から魔物を住民ごと抹殺し後でティアレスに蘇生させる策を取るなど合理性を重視する冷酷な人物。元は人間だったが現在はヴォイド・ロードとなり果てている。
海中から隙間を通って第〇七戦術都市に侵入、魔力炉のエネルギーを吸収し大狂騒を引き起こしたが、最終的にはレオニスにより逆に滅ぼされた。上層部にはレオニスの行動は把握されていないため、公式には魔力炉の暴走に巻き込まれて自爆した、ということになった。
ティアレス・リザレクティア
声 - 大原さやか
六英雄の聖女。蘇生の力を持ち、神聖教団に祭り上げられた。後に上述の祝福により神聖教団の僧侶を贄として取り込んだ。1000年後にはヴォイド・ロードと化し第〇三戦術都市の魔力炉と融合を果たしていた。
シャダルク・シン・イグニス
六英雄の剣聖。レオニスとアルーレの師で、孤児だったレオニスを拾った。金髪の美丈夫だが、上述の加護により様々な神々やドラゴン、果ては八魔王のひとり鬼神王ディゾルフをも取り込み、獣のごとき巨大な下半身に異なる8本の獣の足、8本の腕という異形と化し、しかも1000年後には彼もまたヴォイド・ロードと化してレオニスの前に立ち塞がる。そのうえ神話級の武器を持ち、それらを惜しげもなく投擲する。アラキールと異なり理性はほぼなくただ暴れる災厄と化してしまっている。
またリーセリアと相対した時には彼女を女神と認識した。
ギスアーク・セイントドラゴン
六英雄の龍神。竜の頭を持つ戦士で白銀の竜へと姿を変える。黄金竜と人間の女性の間に生まれた混血。加護により魔竜山脈の竜たちを喰らった。1000年後の現在はなぜかヴォイド・ロードとしてネファケスと共謀関係にある。
ディールーダ・アルス・マグナ
六英雄の大魔導士。祝福により＜魔神＞の魂をその身に宿した。海王と相打ちとなった。永遠の命を欲しており、己の魂を保管する器としてネファケスをはじめとした人造人間を生み出していた。愛用していた杖はなぜかネファケスに使用されている。1000年後には彼もまたヴォイド・ロードとしてそれも使徒の第1位として活動している。

### その他
ロゼリア・イシュタリス
声 - 加隈亜衣
1000年前に八魔王と共に神々に叛逆した「叛逆の女神」。現代ではリーセリアを器として転生していたがアンデット化していたため完璧な受肉が出来ずにリーセリアの魂と同化している。1000年前に神の力を使い、星を分けた（正確に言えば別の次元に影のような滅びなかった世界を作り出した。）
エドワルド・レイ・クリスタリア
声 - 山口翔平
リーセリアの父であった公爵。古い伝承を調べており、魔王達のことを知っていた。統合帝国の皇弟アレクシオスとともに魔王達を復活させヴォイドと戦わせる計画を練っていた。リーセリアの故郷であった第〇三戦術都市がヴォイドの大狂騒に襲撃された際に妻と共に戦い、戦死したとされる。
だが、実際は魔王の一柱であるアズラ=イルと融合を果たしたうえで生存しているうえに魔王を捕獲するために暗躍している。魔王と融合したことで強大な力を有し不完全とはいえレオニス、ヴェイラ、リヴァイズの三人の魔王を圧倒した。
アルティリア・レイ・オルティレーゼ
声 - 木野日菜
総合帝国の第四王女。実はレギーナとは血の繋がった姉妹である。
カーバンクル（声 - 鈴木美咲）を飼っており、テロの際逃がしてレギーナに危機を知らせた。
ネファケス・ヴォイドロード
声 - 阿部敦
女神の使徒。シャルナークに指示を出し、魔剣を集めさせていた。
放棄された第〇三戦術都市にて、ヴォイド・ロードと化したティアレス・リザレクティアを目覚めさせる。
ウィリアム・リッチモンド
声 - うさみ航
クリスタリア騎士団。第〇三戦術都市で起きたヴォイドの大狂騒によって死亡する。
死亡してもなお亡霊として第〇三戦術都市に留まっており、その第〇三戦術都市がティアレス・リザレクティアによって起動したため、救難信号を警告として発信。その救難信号を探知して調査に訪れたレオニス達の前に現れ、避難所としてセリアが元々住んでいた屋敷へ誘導した。
この世界における亡霊は魔力の塊であるため、死後も魔道具の類を操作することが出来る。

## 用語
ヴォイド
異世界の侵略者。
ロゼリア達光の神々（ルミナス・パワー）が星の力を一点に収束して、世界に穴を開けた時に漏れ出してきたものが虚無の根源。それは数多の次元と空間を渡り、光の神々を追いながら星を滅ぼしつつこの世界に来た。

聖剣
ヴォイドに対抗するため、星が人間に与えたとされる能力。その実態は反逆の女神ロゼリアの呼び声が人類の意思の力を呼び覚まし具現化させたもの。
「聖剣」と銘打たれてはいるが必ずしも剣の形をしているわけではなく、銃火器、指揮棒、光球、生物の模倣など様々な外見が存在している。
所有者の精神状態が聖剣の性能と直結しており、元気な時は性能を十全に発揮することが出来るが、疲労していたり弱気になっていたり
すると威力が衰え、トラウマなどに苛まれていると能力に制限がかかることがある。
魔剣
虚無の女神の呼び声によって聖剣が反転したもの。制御出来ず、ヴォイド化する。制御出来るものもいるが使い続ければ精神が蝕まれる。虚無の女神の復活や虚無転換の贄となる。
魔王計画
エドワルド・レイ・クリスタリアが立てた計画。当初は魔王を復活させ、ヴォイドに対抗するといったものだったがアズラ＝イルの知識に触れたことで計画を変更する。最終的な目標は魔王が持つ因果律から外れる因子、通称、魔王因子を用いて破滅の未来を回避するために世界を切り取り魔王次元に移し、その中で聖剣の力を育てて虚無を追い払う計画。しかし、第〇三戦術都市程度の世界しか切り取れない。そのため逃げることが出来るのは優秀な聖剣を持つもののみ。

## 制作背景
原作者の志瑞祐は、「魔王が学校に通う」というアイデアと、「中世の時代から1000年後にあたる近未来に目覚める」というアイデアを実現したいと思ったことが本作の執筆のきっかけになったと、『七つの魔剣が支配する』の作者・宇野朴人との対談の中で語っている。
一方で、ファンタジー作品に出てくるようなモンスターではなく、SF作品に出てくるエイリアンのような怪物を出したいという志瑞の考えは、「魔術自体が失われつつも、魔導技術由来の重火器じみた武器が出てくる」といった世界観や、敵キャラクター・ヴォイドの合成生物じみた風貌に反映されており、志瑞は『マヴラヴ』シリーズに出てくるBETAを想定していたと宇野との対談の中で語っている。
本作における「聖剣」や「魔剣」は、能力バトルものの「特殊能力」に近い概念であり、魔王の時代の魔法や、魔王の知らないSF的な能力の謎が物語の核心として置かれている。これについて宇野は、重火器といった剣以外のものまで「剣」として扱われていることや、レオニスの愛剣ダーインスレイヴの初登場の仕方にも驚いたと志瑞との対談の中で語っている。
志瑞は近藤との対談の中で、主人公のレオニスはかつて人間の勇者だったが同胞に裏切られたことで魔王になったものの、それによって本来の自分を解放できたと語っており、年相応のふるまいをしているときも何かと楽しんでいるのではないかと分析している。また、志瑞はレオニスの在り方について、身内には甘く敵には容赦しないという点から、マフィアのドンに近いとも語っている。
一方、メインヒロインのリーセリアはしっかり者で面倒見が良い反面、若くてまっすぐなゆえの未熟さもあると、志瑞は説明している。また、彼女は聖剣が発動しないというコンプレックスがあるが、それがなくとも戦う心の強さを描きたいという想いがあった。なお、彼女は物語の序盤で死亡したのちアンデッドの眷属と化したことにあまり戸惑っていないが、これについて志瑞は、彼女が重視しているのは自分が人類のために戦えるということであり、その障壁にならなければ死のうが吸血鬼になろうが問題ないとしており、そのような意味では少し変わった子だと説明している。他方、志瑞は宇野との対談の中で「戦うヒロイン」を理想のヒロイン像として挙げており、リーセリアについては『スレイヤーズ』の影響があったことを認めている。ただし当初のリーセリアはポンコツにする予定はなかったが、執筆するうちにそうなってしまったと志瑞は振り返っている。

## 表現手法
テレビアニメ版プロデューサーの近藤千昭は、志瑞との対談の中で、最初に読んだ際は読者を飽きさせない工夫が見事だったと話しており、レオニスがリーセリアを眷属にする場面を例に挙げたうえで、読者の予想を裏切る展開が続くのでどんどん物語に引き込まれていくと述べている。

## 既刊一覧

### 小説
- 志瑞祐（著）・遠坂あさぎ（イラスト） 『聖剣学院の魔剣使い』 KADOKAWA〈MF文庫J〉、全16巻
  1. 2019年5月25日初版発行（同日発売[15]）、ISBN 978-4-04-065672-4
  2. 2019年9月25日初版発行（同日発売[16]）、ISBN 978-4-04-064003-7
  3. 2020年1月25日初版発行（1月24日発売[17]）、ISBN 978-4-04-064331-1
  4. 2020年5月25日初版発行（同日発売[18]）、ISBN 978-4-04-064657-2
  5. 2020年9月25日初版発行（同日発売[19]）、ISBN 978-4-04-064944-3
  6. 2020年1月25日初版発行（同日発売[20]）、ISBN 978-4-04-680164-7
  7. 2021年5月25日初版発行（同日発売[21]）、ISBN 978-4-04-680443-3
  8. 2021年10月25日初版発行（同日発売[22]）、ISBN 978-4-04-680844-8
  9. 2022年2月25日初版発行（同日発売[23]）、ISBN 978-4-04-681186-8
  10. 2022年6月25日初版発行（6月24日発売[24]）、ISBN 978-4-04-681472-2
  11. 2022年11月25日初版発行（同日発売[25]）、ISBN 978-4-04-681935-2
  12. 2023年3月25日初版発行（同日発売[26]）、ISBN 978-4-04-682325-0
  13. 2023年7月25日初版発行（同日発売[27]）、ISBN 978-4-04-682661-9
  14. 2023年11月25日初版発行（同日発売[28]）、ISBN 978-4-04-683079-1
  15. 2024年4月25日初版発行（同日発売[29]）、ISBN 978-4-04-683472-0
  16. 2024年10月25日初版発行（同日発売[30]）、ISBN 978-4-04-684172-8

### 漫画
- 志瑞祐（原作）・蛍幻飛鳥（漫画）・遠坂あさぎ（キャラクター原案） 『聖剣学院の魔剣使い』 KADOKAWA「角川コミックス・エース」、全10巻
  1. 2020年5月26日発売[7][31]、ISBN 978-4-04-109444-0
  2. 2020年10月26日発売[32]、ISBN 978-4-04-109445-7
  3. 2021年5月26日発売[33]、ISBN 978-4-04-111370-7
  4. 2021年10月26日発売[34]、ISBN 978-4-04-111930-3
  5. 2022年6月24日発売[35]、ISBN 978-4-04-112631-8
  6. 2023年3月25日発売[36]、ISBN 978-4-04-113361-3
  7. 2023年9月26日発売[37]、ISBN 978-4-04-114115-1
  8. 2023年12月26日発売[38]、ISBN 978-4-04-114435-0
  9. 2024年9月25日発売[39]、ISBN 978-4-04-115291-1
  10. 2025年3月24日発売[40]、ISBN 978-4-04-116054-1

### 画集
- 遠坂あさぎ 『聖剣学院の魔剣使い 遠坂あさぎArt Works』 KADOKAWA、2024年10月25日発売[41]、ISBN 978-4-04-684011-0

## テレビアニメ
2021年10月にはテレビアニメ化企画が進行していることが発表され、宮下早紀がナレーションを担当するPVが公開された。2023年10月から12月までテレビ東京ほかにて放送された。
志瑞祐にとっては、『精霊使いの剣舞』に次いで2度目のアニメ化作品である。

### 制作（テレビアニメ）
プロデューサーの近藤千昭は志瑞との対談の中で、アニメ化に際して、1話の約20分間の中で気持ちの良いところまで描けるかということを個人的に大切にしていることとして挙げており、本作においては冒頭の霊廟のシーンから「第〇七戦術都市」に向かう場面まできれいに描けると考え、プロデューサーに立候補したことを明かしている。
アニメ化に際し、原作の描写の一部（特にコメディ描写）がカットされることが多いことから、志瑞は時間の許す限りそのような場面は入れてほしいと脚本会議の際に伝えた。このような描写は物語の進行上必須ではないが、この積み重ねが味になっているという志瑞の考えに由来する。
近藤は読者の想像力を掻き立てる志瑞の技量の高さを表しつつも、アニメーションではどんどん映像が流れることから、見る側が立ち止まって想像するのが難しかった。このためアニメ化に際しては演出力の高さや、ドラマや世界観の作り込みに長けた者でないと原作の魅力を削いでしまうおそれがあったことから、近藤はパッショーネと話し合ったうえでスタッフィングを行った。
また、遠坂あさぎによるかわいらしいキャラクターを表現できる者も必要だったことから、パッショーネの別作品に参加経験のある野口孝行がキャラクターデザイナーとして起用された。
映像の仕上がりについて、志瑞は第1話の映像の美しさに圧倒されたと近藤との対談で話しており、劇伴の音楽やキャストの演技も含めて、総合的に小説では描けなかったことが映像化されたことでパワーアップしたと語っている。とりわけ魔法のエフェクトについてはアニメならではであり、執筆時は頭の中で抽象的に描いていたが、映像化された魔法を目にした時は自分でも驚いたと話している。また、原作2巻を初出とする戦艦ハイペリオンも、戦艦とクルーズ船の間という現実では実現不可能なデザインだが、こちらも形に落とし込まれてありがたかったと志瑞は語っている。
一方、眷属のうちブラッカスとシャーリは立ち位置が異なるものの、テレビアニメ版では行動を共にすることが多いため、『水戸黄門』における助さんと格さんのようにみえてしまったと志瑞は近藤との対談の中で語っている。これについて近藤はパッショーネ側のプロデューサーの提案で採用したものであり、SNSでの評判が良かったと述べ、志瑞に怒られるかとひやひやしていたが、やってよかったと安心していると答えている。

#### 演技・キャスティング
レオニス役の井上麻里奈は、とりわけ1、2話のテンポが速く演じ分けのスピード感があったことから、素の彼（モノローグ）と年相応のふるまいをする彼で演技の落差を出そうとしたと「WEBエース」で公開されたインタビューの中で明かしている。これについて、リーセリア役の石川由依は、難しい言葉をしゃべることが多い中、見事に切り替えられたなとアニメイトタイムズとのインタビューの中で語っている。また、石川は井上の声から感じられる賢さがかっこよさにつながり、ゆえに照れた時の反応がすごくかわいく見えるのだろうと分析している。
リーセリア役には井上との共演が多い石川由依が起用された。石川はリーセリアについて、眷属と化したことによって強くなっていくが、最初から強くなりたいという気持ちが一貫しているため、成長に合わせた芝居の変化は意識していないと、アニメイトタイムズとのインタビューの中で語っている。
レオニスの盟友である黒狼ブラッカスは池添朋文が演じた。複数の共演者からは（犬にしては）ややいかつい風貌と渋い声に反し、されるがままにされるとこがかわいいと評されている。レオニスのメイド・シャーリ役には仲田ありさがオーディションで起用された。仲田は雑誌『メガミマガジン』とのインタビューの中で、ほかのキャラクターと比較すると感情や表情が控えめだというイメージがあったが、アフレコが進む中で、予想よりも表情豊かであることに気づいたと振り返っており、淡々と仕事をこなすというよりかはむしろ控えめなりに表情を変えていくタイプだったと述べている。仲田はシャーリを演じる中で、かわいらしさと「暗殺メイド」という前提のバランスをとるのには苦労したと『メガミマガジン』とのインタビューの中で語っており、監督の森田宏や音響監督のひらさわひさよしによる細やかなアドバイスによりキャラクターに対する理解が深まったと振り返っている。

### スタッフ
- 原作 - 志瑞祐[9]
- キャラクター原案 - 遠坂あさぎ、蛍幻飛鳥[48]
- 監督 - 森田宏幸[48]
- 監督補佐 - 由井翠（第2、3、5-8話）
- シリーズ構成・脚本 - 岡田邦彦[49]
- アートディレクター - 古我望[49]
- プロダクションデザイナー - 濱川修二郎[49]
- コンセプトアート - 夢野れい[49]
- キャラクターデザイン - 野口孝行、早坂皐月[49]
- サブキャラクターデザイン - 中野圭哉
- クリーチャーデザイン - 出雲誉明[49]
- プロップデザイン - 大天風光成、餅村そらた、CoIor&SmiIe
- 3DCGディレクター - 片山裕史
- 色彩設計 - 鈴木咲絵[49]
- 美術監督 - 大久保聡[49]
- 美術デザイン - 渡邉匡城
- 撮影監督 - 林幸司、佐竹真樹[49]
- 編集 - 丹彩子（グラフィニカ）[49]
- 音響監督 - ひらさわひさよし[48]
- 音響効果 - 猪俣泰史
- 音楽 - 野見祐二[48]
- 音楽制作 - 日本コロムビア
- 音楽プロデューサー - 天野大地
- プロデューサー - 近藤千昭、永野雅彦、中道圭吾、宮本剛、日野亮、石川奨之、高原久弥、小澤文啓、眞保安一郎、大森慎司
- アニメーションプロデューサー - 別府洋一
- アニメーション制作 - パッショーネ[50]
- 製作 - 聖剣学院の魔剣使い製作委員会[9]

### 主題歌
「1000年愛」
藤川千愛によるオープニングテーマ。作詞は藤川千愛、作曲・編曲は藤永龍太郎。
「ゆるり」
果歩によるエンディングテーマ。作詞・作曲は果歩、編曲は森川祐樹。

### 各話リスト
| 話数   | サブタイトル                               | 絵コンテ                                       | 演出                | 作画監督 | 総作画監督                 | 初放送日       |
| ------ | ------------------------------------------ | ---------------------------------------------- | ------------------- | --- | -------------------------- | -------------- |
| ep｜01 | THE UNDEAD KING ARISETH / 魔王復活         | 森田宏幸                                       | 江尻隆秀 由井翠     | 早坂皐月 出雲誉明 | 野口孝行                   | 2023年 10月3日 |
| ep｜02 | A HEAVY BURDEN / 背負わされし運命          | 二村秀樹                                       | 武本大樹            | LAZZ | 野口孝行 早坂皐月          | 10月10日       |
| ep｜03 | A HEAVY BURDEN / 覚醒する魂                | 吉川博明                                       | 多田野緋兎 武本大樹 | 鶴田愛 橋爪伸弥 LAZZ 紺野みすみ 伊藤美海 高菜 朝日まとい | 野口孝行 LAZZ              | 10月17日       |
| ep｜04 | AN OLD GRUDGE STIRS / 深き遺恨の胎動       | 由井翠                                         | 由井翠              | 久保沙也香 橋爪伸弥 高菜 伊藤美海 朝日まとい 鶴田愛 | 野口孝行 早坂皐月 LAZZ     | 10月24日       |
| ep｜05 | THE STAMPEDE / 大狂騒                      | 森友宏樹 横田和彦 武本大樹 江尻隆秀 多田野緋兎 | 森友宏樹            | 安達佑 小笠原麻美 川島勝 武本大介 紺野みすみ 山根あおい | -                          | 10月31日       |
| ep｜06 | THE UNDEAD KING'S RESOLVE / 魔王の覚悟     | 島津裕行                                       | 貴田祐太            | 飯飼一幸 宇都木勇 中村与史子 齊藤香織 金田栄二 松本恵子 星月動画 スタジオ エバーグリーン 高菜 伊藤美海 朝日まとい 出雲誉明 久保沙也香 鶴田愛 LAZZ 安達佑 紺野みすみ 橋爪伸弥 うにに☆せぶん        | 野口孝行                   | 11月7日        |
| ep｜07 | ONLY THE PRINCESS KNOWS / 王女の秘めた想い | まついひとゆき                                 | 多田野緋兎          | 橋爪伸弥 川島勝 山根あおい 星野真澄 小笠原麻美 紺野みすみ LAZZ ECHO Animation | 中野圭哉 野口孝行 早坂皐月 | 11月14日       |
| ep｜08 | THE TIES THAT BIND / その絆は消えず        | 杉島邦久                                       | 江尻隆秀            | うにに☆せぶん 伊藤美海 Phung Yen Phuong Nguyen Thi Lan Ngoc LAZZ 小笠原麻美 橋爪伸弥 朝日まとい 高菜 山根あおい 紺野みすみ 出雲誉明 シンヒョンウ                                                  | 野口孝行 中野圭哉          | 11月21日       |
| ep｜09 | THE RUINS RESURFACE / 廃都出現             | 林直孝                                         | 森友宏樹            | LAZZ 橋爪伸弥 安達佑 小笠原麻美 紺野みすみ 山根あおい うにに☆せぶん 朝日まとい 伊藤美海 高菜 シンヒョンウ Nguyen Thi Lan Ngoc Phung Yen Phuong                                                    | 中野圭哉                   | 11月28日       |
| ep｜10 | THE BRAVE ELF / エルフの勇者               | まついひとゆき                                 | 貴田祐太            | 久保沙也香 山根あおい 小笠原麻美 朝日まとい シンヒョンウ Nguyen Thi Lan Ngoc Phung Yen Phuong 橋爪伸弥 紺野みすみ                                                                                 | 野口孝行 LAZZ              | 12月5日        |
| ep｜11 | THE GODDESS SPEAKS / 女神の声              | 島津裕行                                       | 武本大樹            | 川島勝 伊藤美海 高菜 橋爪伸弥 金田栄二 安達佑 シンヒョンウ 朝日まとい 久保沙也香 うにに☆せぶん Phung Yen Phuong Nguyen Thi Lan Ngoc LAZZ 佐倉みなみ 紺野みすみ 小笠原麻美 ハンジョンイ 山根あおい | 野口孝行 中野圭哉          | 12月12日       |
| ep｜12 | THE DEMON SWORD GETS REAL / 魔剣の真実     | 杉島邦久                                       | 多田野緋兎 江尻隆秀 | 川島勝 山根あおい フン・イエン・フオン グエン・ティ・ラン・ゴク 紺野みすみ LAZZ 高菜 橋爪伸弥 伊藤美海 朝日まとい うにに☆せぶん 久保沙也香 小笠原麻美 シンヒョンウ 安達佑 出雲誉明                | 野口孝行                   | 12月19日       |

### 放送局
| 放送期間                 | 放送時間                     | 放送局     | 対象地域   | 備考                                        |
| ------------------------ | ---------------------------- | ---------- | ---------- | ------------------------------------------- |
| 2023年10月3日 - 12月19日 | 火曜 1:30 - 2:00（月曜深夜） | テレビ東京 | 関東広域圏 |                                             |
|                          | 火曜 21:30 - 22:00           | AT-X       | 日本全域   | CS放送 / 字幕放送 / リピート放送あり        |
| 2023年10月6日 - 12月22日 | 金曜 0:30 - 1:00（木曜深夜） | BSフジ     | 日本全域   | 製作参加 / BS/BS4K放送 / 『アニメギルド』枠 |

| 配信開始日     | 配信時間                   | 配信サイト | 備考       |
| -------------- | -------------------------- | --- | ---------- |
| 2023年9月26日  | 火曜 1:30（月曜深夜） 更新 | ABEMAプレミアム | 月額見放題 |
| 2023年10月3日  | 火曜 2:00（月曜深夜） 更新 | ABEMA | 月額見放題 |
|                |                            | DMM TV milplus dアニメストア Amazon Prime Video FOD TELASA HAPPY!動画 ニコニコチャンネル Hulu バンダイチャンネル J:COMオンデマンド U-NEXT | 個別課金   |
| 2023年10月10日 | 火曜 2:00（月曜深夜） 更新 | ニコニコチャンネル | 月額見放題 |

### BD
| 巻 | 発売日         | 収録話         | 規格品番  |
| -- | -------------- | -------------- | --------- |
| 上 | 2023年12月27日 | 第1話 - 第6話  | COXC-1328 |
| 下 | 2024年2月28日  | 第7話 - 第12話 | COXC-1329 |

| テレビ東京 火曜 1:30 - 2:00（月曜深夜） | テレビ東京 火曜 1:30 - 2:00（月曜深夜） | テレビ東京 火曜 1:30 - 2:00（月曜深夜） |
| 前番組                                  | 番組名                                  | 次番組                                  |
| --------------------------------------- | --------------------------------------- | --------------------------------------- |
| おかしな転生                            | 聖剣学院の魔剣使い - ※BSフジ製作        | 愚かな天使は悪魔と踊る                  |

### ゲーム
CTWが、HTML5ゲームサービスのG123にてRPG『聖剣学院の魔剣使い メメントメモリア』を2024年1月11日にリリース。主人公の「レオニス」になりきって、「リーセリア」をはじめとする美少女キャラクターとともに、「ヴォイド」の脅威に立ち向かう。基本プレイ無料でゲーム内アイテム課金制。